# Yaritagua
Yaritagua é uma cidade venezuelana, capital do município de Peña.